# Doktor Jekyll i pan Hyde (film 1931)
Doktor Jekyll i pan Hyde (ang. Dr. Jekyll and Mr. Hyde) – amerykański horror z 1931 roku w reżyserii Roubena Mamouliana na podst. noweli Roberta Louisa Stevensona pod tym samym tytułem i jej teatralnej adaptacji Thomasa Russella Sullivana z 1887 roku. Został zrealizowany w erze Pre-Code. Film nagrodzony Oscarem 1931/32 za najlepszą rolę męską (Fredric March).

## Treść
W wiktoriańskim Londynie ceniony lekarz doktor Henry Jekyll odkrywa, że w każdym człowieku drzemie druga zła osobowość. Na wykładzie uniwersyteckim jego teorie nie znajdują uznania. Jekyll z powodu przedłużającej się operacji nie jest w stanie przybyć na czas na kolację generała brygady Carewa, z którego córką Muriel Jekyll jest zaręczony. Carew zarzuca Jekyllowi zbytnie poświęcenie działalności dobroczynnej i jest zdania, że on i jego córka powinni się wstrzymać ze ślubem. W drodze do domu Jekyll żali się z tego powodu swemu koledze, doktorowi Lanyonowi. Jekyll widzi jak prostytutka Ivy Pierson jest napastowana przez mężczyznę przed jej pensjonatem. Odpędza go i zanosi Ivy do jej pokoju, by się nią zająć. Ivy próbuje uwieść Jekylla, ale choć kusi go, odchodzi z Lanyonem.
Zainspirowany tym zdarzeniem Jekyll utwierdza w przekonaniu o swych teoriach, mimo uwag Lanyona. Jekyll zaczyna eksperymentować z narkotykami, które jego zdaniem uwolnią jego złą stronę. Za sprawą wynalezionego przez siebie eliksiru wyzwala ją w sobie przemieniając się w potwornego małpoluda i przyjmuje nazwisko Hyde. Gdy dowiaduje się, że Muriel z ojcem wyjeżdża do Bath, Jekyll pod postacią Hyde'a odwiedza Ivy w music-hallu, w którym ona pracuje. Tam ujawnia swoje paskudne maniery i nieokrzesanie. Hyde zmusza Ivy do związku w zamian za wsparcie finansowe. Związek ten jest pełen przemocy wobec Ivy. Hyde dowiaduje się o powrocie Carewów do Londynu. Hyde mówi Ivy, że musi wyjechać i grozi jej, że jeśli zrobi coś co mu się nie spodoba spotka ją coś strasznego. 
Mając wyrzuty sumienia Jekyll przesyła duże sumy Ivy nakazuje Ivy. Muriel tymczasem niepokoił brak odzewu narzeczonego podczas jej pobytu w Bath. Jekyll tłumaczy to ciężkim zachorowaniem. Carew zgadza się na wcześniejszy ślub, pod warunkiem poprawy wad u Jekylla. Do domu Jekylla przybywa Ivy, by pomógł jej z Hyde’em. Jekyll jej obiecuje, że już więcej nie zobaczy swego oprawcy. W parku w drodze na przyjęcie u Carewów, gdzie ma być ogłoszona data ślubu, Jekyll niespodziewanie zmienia się w Hyde’a i w tej formie odwiedza Ivy. Hyde oskarża Ivy o zdradę z Jekyllem i morduje ją. Zbrodnia wychodzi na jaw i Hyde się musi ukrywać. Tymczasem Carew wściekły brakiem dotrzymanego słowa Jekylla zabrania Muriel się z nim spotykać. 
Hyde wysyła list w imieniu Jekylla do Lanyona, w których prosi o wzięcie z jego laboratorium odpowiednich fiolek i czekanie na posłańca. Lanyon spełnia prośbę, jednak widząc, że posłańcem jest Hyde, chce się upewnić czy Jekyll jest bezpieczny. Przyparty Hyde tworzy na miejscu eliksir z przyniesionych fiolek i przemienia się z powrotem Jekylla. Przerażony Lanyon odmawia pomocy Jekyllowi mówiąc, że Hyde już przejął kontrolę na jego życiem, prowadząc go w stronę nieuchronnego upadku. Jekyll obiecuje mu, że już nie będzie tworzył eliksiru do przemian. Wiedząc, że Jekyll nie jest w stanie kontrolować przemian decyduje się zerwać zaręczyny z Muriel. Wychodząc z rezydencji Carewów pod wpływem zasłyszanego  płaczu Muriel spontanicznie zmienia się w Hyde’a i w tej formie lubieżnie ją atakuje.  
Słysząc krzyki córki Carew biegnie jej na pomoc, lecz Hyde go zabija w szarpaninie. Przechodzący policjanci widzą zajście i udają się w pościg za Hyde’em, który ukrywa się w laboratorium Jekylla. Tam po zażyciu antidotum zmienia się z powrotem w Jekylla. Spławia policję, lecz Lanyon rozpoznaje złamaną laskę pozostawioną na miejscu zbrodni i zabiera policję do domu Jekylla. Słysząc oskarżenia Lanyona stres powoduje u Jekylla kolejną przemianę w Hyde’a i po zaciętej walce zostaje zastrzelony przez policję. Umierając, zmienia się z powrotem w Jekylla. 

## Obsada
- Fredric March – dr Henry L. Jekyll / pan Hyde
- Miriam Hopkins – Ivy Pearson
- Rose Hobart – Muriel Carew
- Holmes Herbert – dr Lanyon
- Halliwell Hobbes – gen. bryg. Danvers Carew
- Edgar Norton – Poole
- Tempe Pigott – pani Hawkins